# 클라이드강 (스코틀랜드)

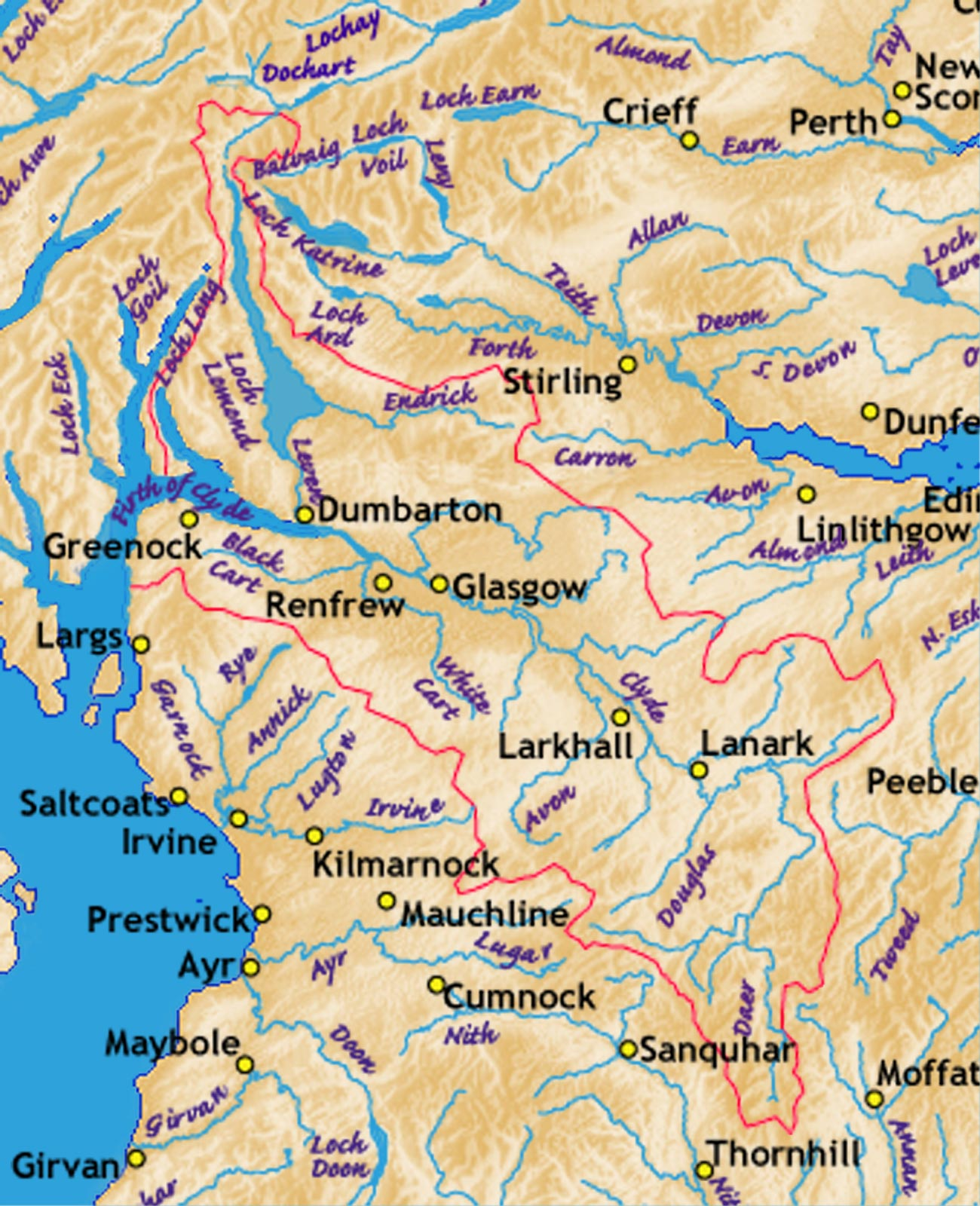
클라이드 강 유역

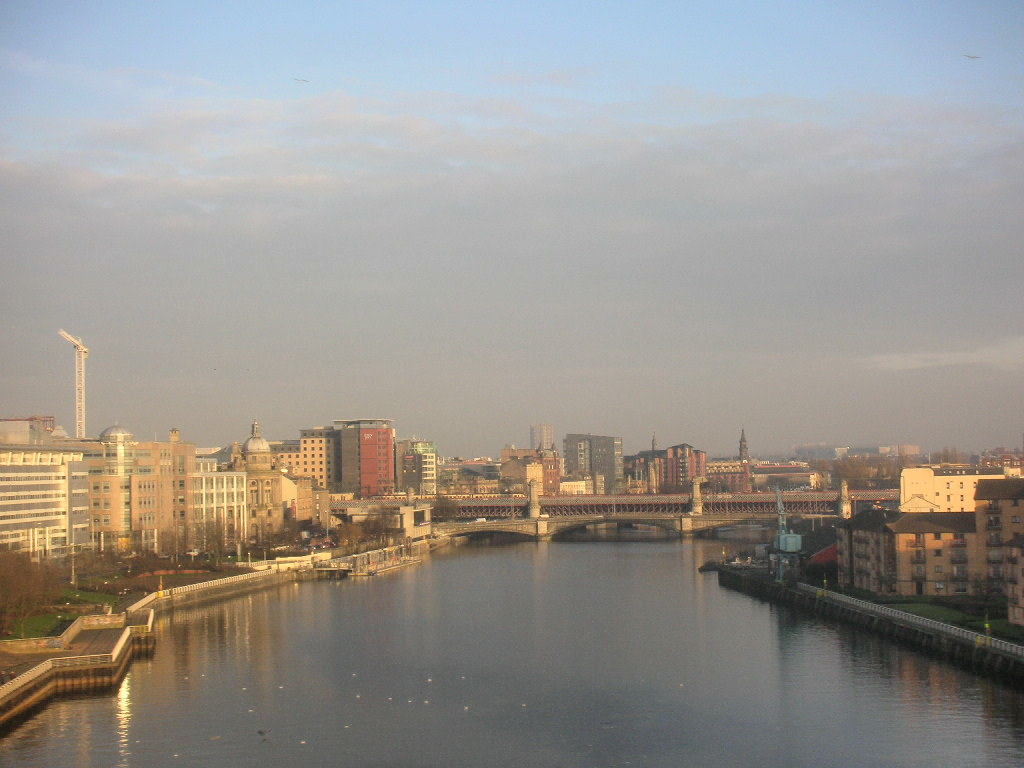

클라이드강(영어: River Clyde, 스코틀랜드 게일어: Abhainn Chluaidh, 스코트어: Watter o Clyde)은 영국 스코틀랜드의 강이다. 영국에서 아홉 번째로 긴 강이며, 스코틀랜드에서는 세 번째로 긴 강이다. 스코틀랜드의 중심 도시인 글래스고를 지난다.